# Резак (растение)
Резак (лат. Falcaria) — монотипный род цветковых растений семейства Зонтичные (Apiaceae). Единственный вид — Резак обыкновенный (Falcaria vulgaris), многолетнее, реже двулетнее травянистое растение.

## Биологическое описание

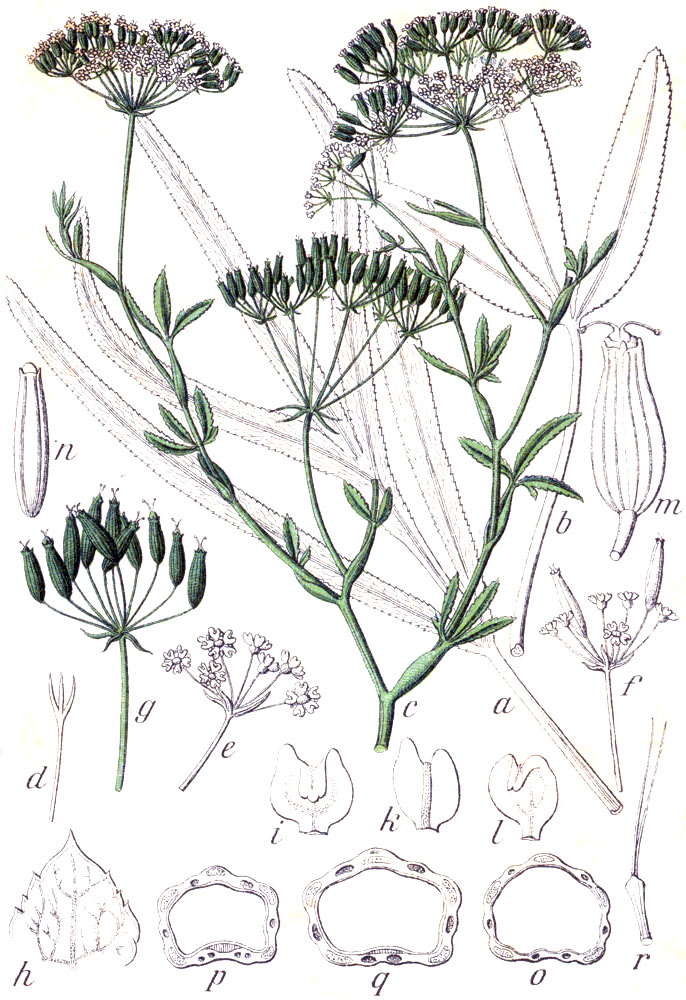
Резак обыкновенный.

Многолетнее, реже двулетнее травянистое растение высотой до 50 см. Корень веретеновидный, длинный, прямой. Стебель высотой 30—50 см, голый, сизо-зелёный, цилиндрический, с тонкими бороздками, разветвлённый.
Листья твёрдые, почти кожистые; прикорневые — с длинными желобчатыми черешками, цельные или тройчатые; средние стеблевые тройчатые или дваждытройчаторассечённые; верхние почти сидячие, тройчатые, доли листьев линейные или линейно-ланцетные, заострённые, часто серповидно изогнутые.
Зонтиковидные соцветия в большом количестве собраны в щитковидную метёлку; обёртки и обёрточки состоят из четырёх—восьми линейно-шиловидных листочков.Цветки белые.
Плоды продолговато-линейные, сплюснутые по бокам, тонкие выгнутые ребристые семянки, жёлто-коричневые, подобные семенам тмина.
Цветёт в июне—августе. Плоды созревают в августе—сентябре.

## Распространение и экология
Европейско-малоазиатский вид, произрастает в Европе, на Кавказе, в Передней и Средней Азии, как заносное — в Африке и Америке. В России распространён в южной половине европейской части и на Северном Кавказе, а также на юге Западной Сибири. Встречается в Ленинградской области.
Растёт в степях, на остепенённых лугах, по выходам известняка, вдоль дорог, на лугах, как сорняк на полях.

## Значение и применение
Химический состав не изучен.

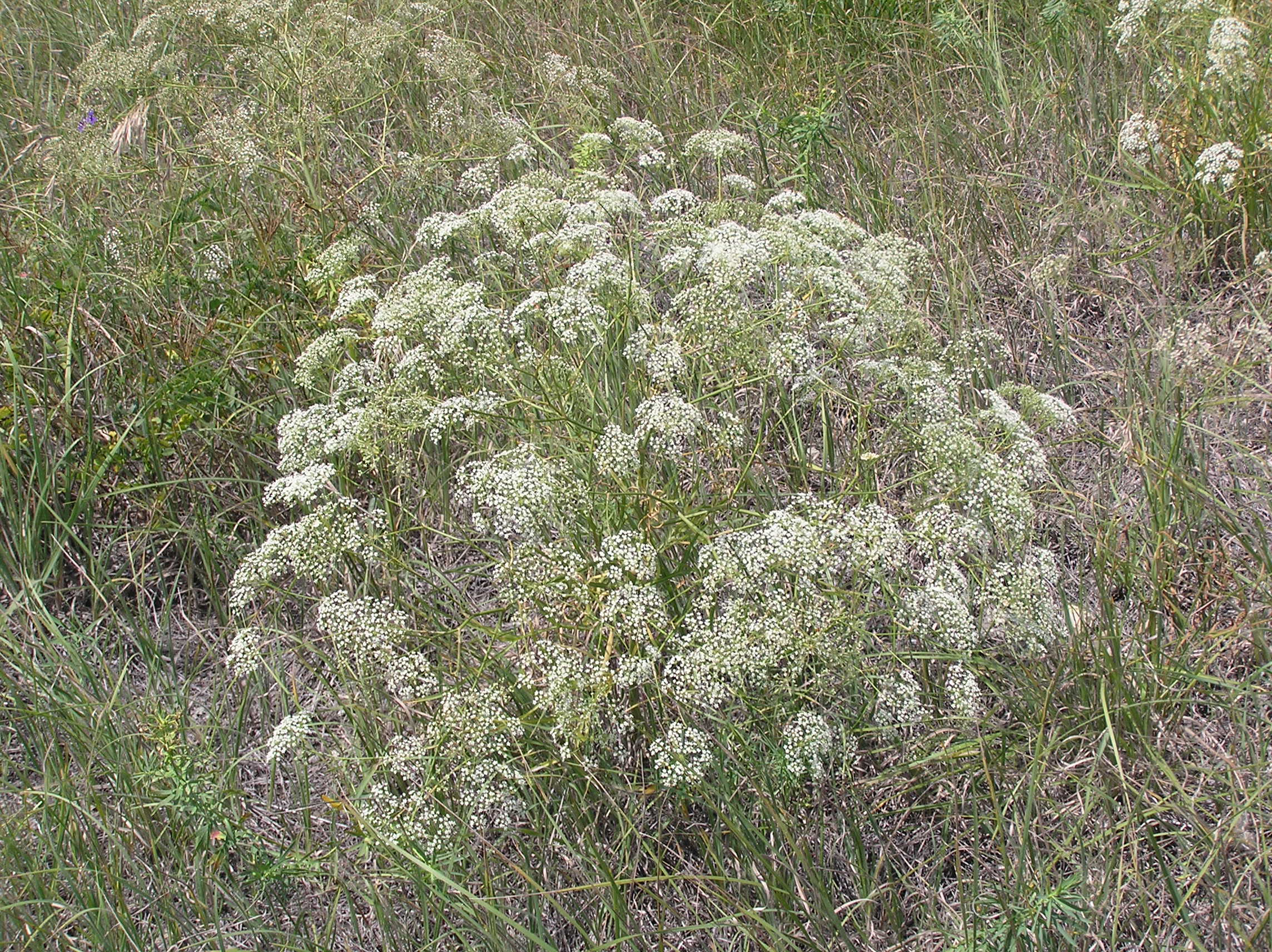
Резак обыкновенный

Плоды иногда применяют в хлебопечении вместо тмина.
Все части растения имеют пряный острый вкус. В Армении ещё не позеленевшие розетки листьев весенних всходов второго года, обладающие остропряным вкусом, используются в отваренном виде как пряная приправа к кушаньям или как овощное блюдо в варёном и маринованном виде.
Используется в народной медицине.
Хорошее пастбищное растение.

## Классификация

### Таксономия[3]
Резак обыкновенный входит в род Резак (Falcaria) семейства Зонтичные (Apiaceae) порядка Зонтикоцветные (Apiales). Кладограмма в соответствии с Системой APG IV:
|  |                                      |  |                                   |                                   |                     |  | ещё 6 семейств |               |               |                    |
|  |                                      |  |                                   |                                   |                     |  |                |               |               | Резак обыкновенный |
|  |                                      |  |                                   | порядок Зонтикоцветные            |                     |  |                |               | род Резак     |                    |
|  |                                      |  |                                   | порядок Зонтикоцветные            |                     |  |                |               | род Резак     |                    |
|  | отдел Цветковые, или Покрытосеменные |  |                                   |                                   | семейство Зонтичные |  |                |               |               |                    |
|  | отдел Цветковые, или Покрытосеменные |  |                                   |                                   |                     |  |                |               |               |                    |
|  |                                      |  | ещё 63 порядка цветковых растений | ещё 63 порядка цветковых растений |                     |  |                | ещё 447 родов | ещё 447 родов |                    |
|  |                                      |  |                                   | ещё 63 порядка цветковых растений |                     |  |                |               | ещё 447 родов |                    |

### Синонимы
- Синонимы рода Резак (Falcaria)
  - Drepanophyllum 	 Wibel

- Синонимы вида Резак обыкновенный (Falcaria vulgaris)
  - Bunium falcaria M.Bieb.
  - Carum falcaria Lange
  - Critamus agrestis Besser
  - Critamus falcaria Rchb.
  - Drepanophyllum agreste Hoffm.
  - Drepanophyllum falcaria Desv.
  - Drepanophyllum sioides Wibel
  - Falcaria agrestis (Hoffm.) Sweet
  - Falcaria falcaria H.Karst.
  - Falcaria glauca Dulac
  - Falcaria neglectissima Klokov
  - Falcaria persica Stapf & Wettst. ex Stapf
  - Falcaria rivini Host
  - Falcaria serrata St.-Lag.
  - Falcaria sioides Asch.
  - Helosciadium falcaria Hegetschw.
  - Prionitis falcaria Dumort.
  - Prionitis falcata Delarbre
  - Selinum falcaria E.H.L.Krause
  - Seseli falcaria Crantz
  - Sium falcaria L.
  - Sium falcatum Dubois